# 岡崎市東部地域交流センター・むらさきかん
岡崎市東部地域交流センター・むらさきかん（おかざきしとうぶちいきこうりゅうセンター むらさきかん）は、岡崎市藤川町にある公共施設。

## 概要
2012年（平成24年）8月25日にオープン。国土交通省の社会資本整備総合交付金を活用し、事業費約12億5,500万円をかけて建てられた。
市は開館に先立ち、同年2月15日から1か月間愛称を公募。豊川市在住の主婦ら4名の案が選ばれた。藤川町でむらさき麦の栽培が有名なことや、町名の「藤」から連想される色が紫色であることから「むらさきかん」と命名された。
同年12月9日には、西隣に「道の駅藤川宿」がオープンした。

## 施設の案内

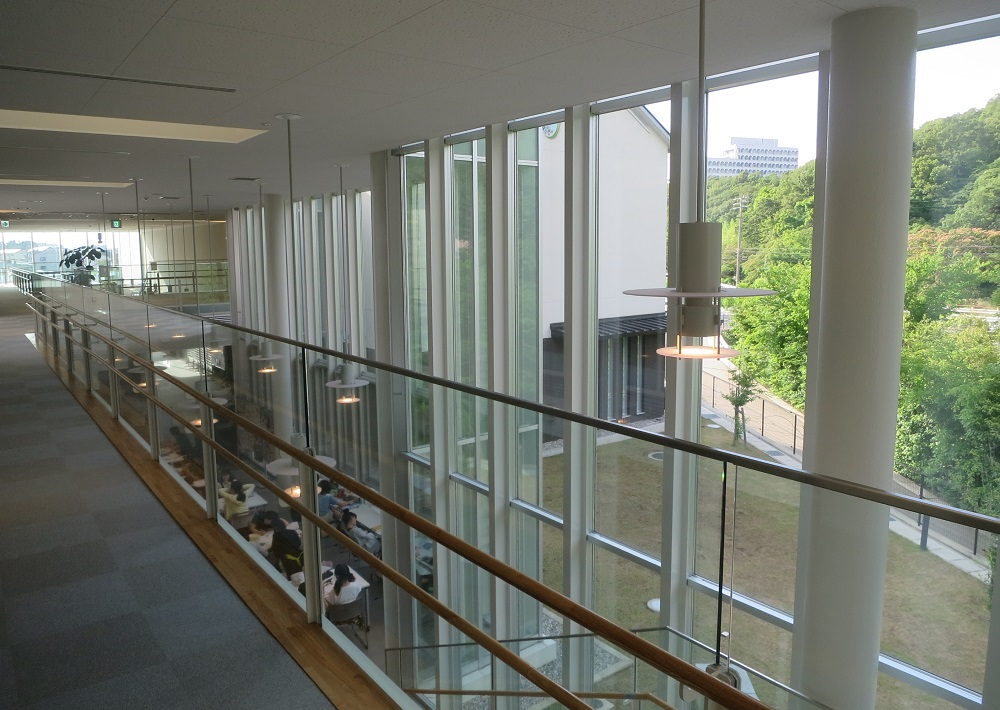
建物の内部（2階）

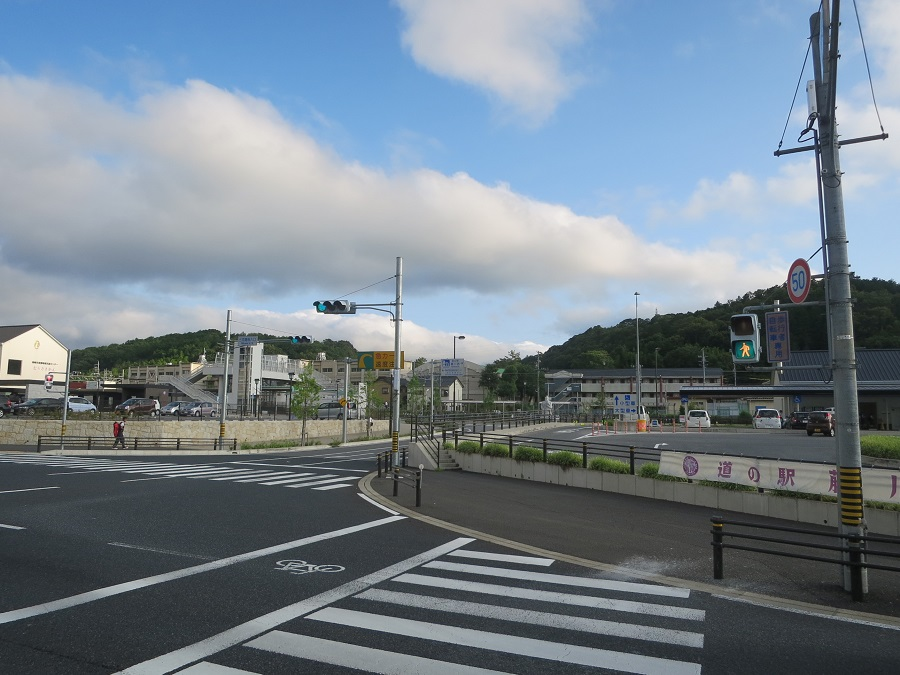
隣（写真右側）に「道の駅藤川宿」がある

利用時間は9:00～21:00。休館日は月曜日（祝日の場合は翌日）、12月29日から1月3日まで。
| 区分             | 定員                      | 備考                               |
| ---------------- | ------------------------- | ---------------------------------- |
| 第1活動室        | 54人                      | 有料。岡崎市の市民活動団体は半額。 |
| 第2活動室 (和室) | 20人                      | 同上                               |
| 第3活動室 A      | 24人                      | 同上                               |
| 第3活動室 B      | 24人                      | 同上                               |
| 第4活動室 A      | 24人                      | 同上                               |
| 第4活動室 B      | 24人                      | 同上                               |
| 第5活動室        | 18人                      | 同上                               |
| 第6活動室        | 108人（机） 200人（椅子） | 同上                               |
| 調理室           |                           | 同上                               |
| プレイルーム     |                           | 無料                               |

## 交通アクセス
- 名鉄名古屋本線「藤川駅」北口下車、徒歩ですぐ。
- 国道1号「三河高校入口」交差点南すぐ。